# Aviv Regev
Pour les articles homonymes, voir Regev.
Aviv Regev, née le 11 juillet 1971, est une biologiste israélienne spécialiste de la biologie computationnelle. En 2023, elle reçoit le Prix L'Oréal-UNESCO pour les femmes et la science.

## Biographie

### Éducation
Aviv Regev suit des cours de sciences à l'Université de Tel Aviv et obtient son Bachelor of Science en 1997. Elle s'est d'abord orientée vers les mathématiques et l'informatique, puis elle se passionne pour la génétique et la biologie de l'évolution. Elle considère les cellules comme des ordinateurs, en particulier la façon dont elles sont composées de circuits et s'intéresse à la biologie computationnelle. Elle est marquée par une conférence sur la programmation concurrente et pense à appliquer ce principe pour créer des modèles de cellules. Elle soutient sa thèse de doctorat toujours à l'Université de Tel Aviv en 2002 sous la direction d'Eva Jablonka (en) et Ehud Shapiro (en). 

### Carrière
Entre 2003 et 2006, elle bénéfice d'une bourse Bauer et travaille au centre de recherche génomique de l'Université Harvard. En 2006, elle intègre le MIT et le Broad Institute en tant qu'Assistant professor au département de biologie. Entre 2014 et 2020, elle travaille également au Howard Hughes Medical Institute. Elle est responsable de la Recherche et développement de l'entreprise Genentech depuis 2020. En octobre 2016, elle cofonde avec Sarah Teichmann, le Human Cell Atlas, une initiative mondiale et collaborative qui rassemble aujourd'hui plus de 2500 scientifiques issus de 86 pays et vise à cartographier toutes les cellules du corps humain. En 2023, elle reçoit le Prix L'Oréal-UNESCO pour les femmes et la science

« pour ses travaux novateurs dans le domaine de la génomique sur cellule unique, l'étude des cellules individuelles. Ses méthodes expérimentales innovantes combinent les mathématiques et l'informatique pour permettre aux scientifiques de découvrir et de caractériser les milliards de cellules présentes dans le corps. »

. 

## Distinction et récompenses
- 2023 : Prix L'Oréal-UNESCO pour les femmes et la science[1]
- 2022 : Membre de l'Académie américaine des arts et des sciences[5]
- 2020 : Prix de médecine de l'université Keiō[6]